# 火继忠
火继忠，浙江慈溪人，是一名清朝政治人物。
火继忠曾于1784年接替黄元燮任宝山县知县一职，1785年由魏右曾接任。